# Damien Ségransan
Damien Ségrasan (1972, Bernin, França) és un astrofísic francès especialitzat en la detecció i caracterització de planetes extrasolars dels quals n'ha descobert set.
Ségrasan realitzà els estudis de secundària al Collège du Grésivaudan, a Saint-Ismier (1986-1987) i al Lycée Du Grésivaudan, a Meylan (1987-1990). Després realitzà els estudis superiors a la Universitat Joseph Fourier, a Grenoble, on s'hi doctorà el 2001. Realitzà un curs de post-doctorat a l'Observatori de la Universitat de Ginebra (2001-2003). Des del 2005 treballa com a físic a l'Observatori de la Universitat de Ginebra.
Va descobrir, com a primer autor, dels exoplanetes HD 147018 c, HD 204313 b, HD 171238 b i HD 147018 b (2010); HD 63765 b, HD 104067 b i HD 125595 b (2011), emprant l'espectrògraf de xarxa de dispersió d'alta precisió HARPS instal·lat el 2002 al telescopi de 3,6 metres que té l'Observatori Europeu Austral (ESO) a la Silla a Xile, mitjançant el mètode de mesures de la velocitat radial de les estrelles.